# 関達也
関 達也（せき たつや、1989年7月26日 - ）は、日本棋院東京本院所属の囲碁の棋士。四段。新潟県新潟市出身。かつては大淵盛人門下であった。

## 略歴
囲碁を覚えたのはヒカルの碁を読んで興味を覚えた小学5年の頃と、同年同門の堀本満成と同様プロ棋士になるには遅めであった。興味を持ち、囲碁教室に通い力をつける。
2001年8月に囲碁を覚えて1年足らずの新潟市立東青山小学校6年で少年少女囲碁大会全国大会に新潟県代表で出場するも、後に同門となる田尻悠人に敗れる。
その後、大淵盛人の誘いを受け内弟子となり、神奈川県津久井郡相模湖町へ転居。同時に日本棋院東京本院の院生となる。
2003年、院生として棋士採用冬季試験に臨み、予選敗退。
2004年、院生上位として棋士採用冬季試験に臨み、7位に終わる。
2005年、棋士採用冬季試験に臨み、2位で1位の同門堀本とともに入段を果たす。また2005年夏季採用の内田修平は、出場した少年少女囲碁大会の優勝者にして同門かつ同年で、この年度は大淵門下による関東一般棋士入段者独占となった。

## 活動
- 2021年から全国の碁会所をめぐる旅を開始し、その姿を記録している。2023年までに100を超える碁会所に訪れている[5]。
- 2024年7月より、日本棋院常務理事に就任。

## 昇段履歴
- 2006年 初段
- 2010年10月15日 二段（勝星規定）[6]
- 2016年7月12日 三段（勝星規定）[7]
- 2024年1月12日 四段（勝星規定）[8]